# Abang-Nang
Pour les articles homonymes, voir Abang.
Abang-Nang  est une localité de la région du Centre au Cameroun, localisée dans la commune d'Ebebda et le département de la Lekié.

## Population
En 1965 Abang-Nang comptait 223 habitants, principalement des Eton.
Lors du recensement de 2005, ce nombre s'élevait à 91.